# 15-ös busz (Kaposvár)
A kaposvári 15-ös busz a Belváros és Lonkahegy között közlekedik. A buszvonalat a Kaposvári Közlekedési Zrt. üzemelteti.

## Útvonal
A táblázatban az autóbusz-állomásról induló irány látható.
| Útvonal                   |
| ------------------------- |
| Helyi autóbusz-állomás    |
| Berzsenyi utcai felüljáró |
| Szigetvári utca           |

## Megállóhelyek
A táblázatban a megállók a Helyi autóbusz-állomásról induló irány szerint vannak felsorolva.
| Megálló                   | Össz. km (oda) | Össz. idő (oda) | Össz. km (vissza) | Össz. idő (vissza) | Átszállási lehetőség                                                        | A közelben található |
| ------------------------- | -------------- | --------------- | ----------------- | ------------------ | --------------------------------------------------------------------------- | --- |
| Helyi autóbusz-állomás    | 0              | 0               | 4,3               | 12                 | 1, 3, 4, 5, 6, 7, 8, 8B, 8E, 8Y, 9, 10, 11, 11Y, 12, 13, 14, 18, 31, 81, 91 | Polgármesteri Hivatal, Járási Hivatal, Szivárvány Kultúrpalota, Corso Bevásárlóközpont, Retro Club, Somogy Áruház, Rippl-Rónai Múzeum, Somogy Megyei Levéltár, Somogy Megyei Önkormányzat, Távolsági autóbusz-állomás, Rendelőintézet, Szarvas Üzletház, Vasútállomás                     |
| Berzsenyi utcai felüljáró | 0,6            | 2               | 3,6               | 10                 | 1, 3, 4, 5, 11, 11Y, 13, 14, 31 Corso Bevásárlóközpont: 12                  | Polgármesteri Hivatal, Járási Hivatal, Kapos Hotel, Nagyboldogasszony-székesegyház, Nagyboldogasszony Római Katolikus Gimnázium, Püspöki Palota, Somogyi Hírlap szerkesztősége, Széchenyi István Kereskedelmi és Vendéglátóipari Szakképző Iskola, Corso Bevásárlóközpont, Kaposvár Plaza |
| Jókai liget               | 1,8            | 4               | 2,7               | 8                  | 4B, 5, 14                                                                   | Virágfürdő, Jókai liget, Donnerváros központja, Szent Kereszt-templom, Posta, Söröskorsó szökőkút, Kapos folyó |
| Szigetvári utca 6.        | 2,2            | 5               | 2,2               | 7                  |                                                                             | Kálvária, Szigetvári utcai könyvtár |
| Szigetvári utca 62.       | 2,7            | 6               | 1,7               | 6                  |                                                                             | |
| Ballakúti utca            | 3,2            | 7               | 1,2               | 5                  |                                                                             | |
| Szigetvári utca 139.      | 3,6            | 8               | 0,9               | 4                  |                                                                             | Óvoda |
| Nyár utca                 | 4,4            | 11              | 0,2               | 1                  |                                                                             | |
| Lonkahegy, forduló        | 4,7            | 12              | 0                 | 0                  |                                                                             | Lonkahegy, Déli temető, Rippl-Rónai-villa, Rómahegy |

## Menetrend
- Aktuális menetrend Archiválva 2013. november 14-i dátummal a Wayback Machine-ben
- Útvonaltervező[halott link]